# Strašnická (stanice metra)
Strašnická (zkratka SR) je stanice linky A metra v Praze, ve čtvrti Strašnice u křižovatky ulic Starostrašnická a V Olšinách, v blízkosti bývalého jádra Starých Strašnic. Stanice byla otevřena 11. července 1987 s úsekem III.A, kterým byla linka prodloužena ze stanice Želivského o jednu stanici právě na Strašnickou. Výstavba stanice stála 241,4 mil. Kčs.

## Název
Původně měla stanice pracovní název Starostrašnická podle názvu zbytku ulice, která původně procházela jádrem Starých Strašnic (tento název nesla v té době i oddělená druhá část ulice, v roce 1993 pojmenovaná Ke Strašnické, podle směru ke stanici metra). Nakonec byl název stanice zkrácen na Strašnická. Stanice se nachází 2 kilometry od ulice Strašnická.

## Výstavba

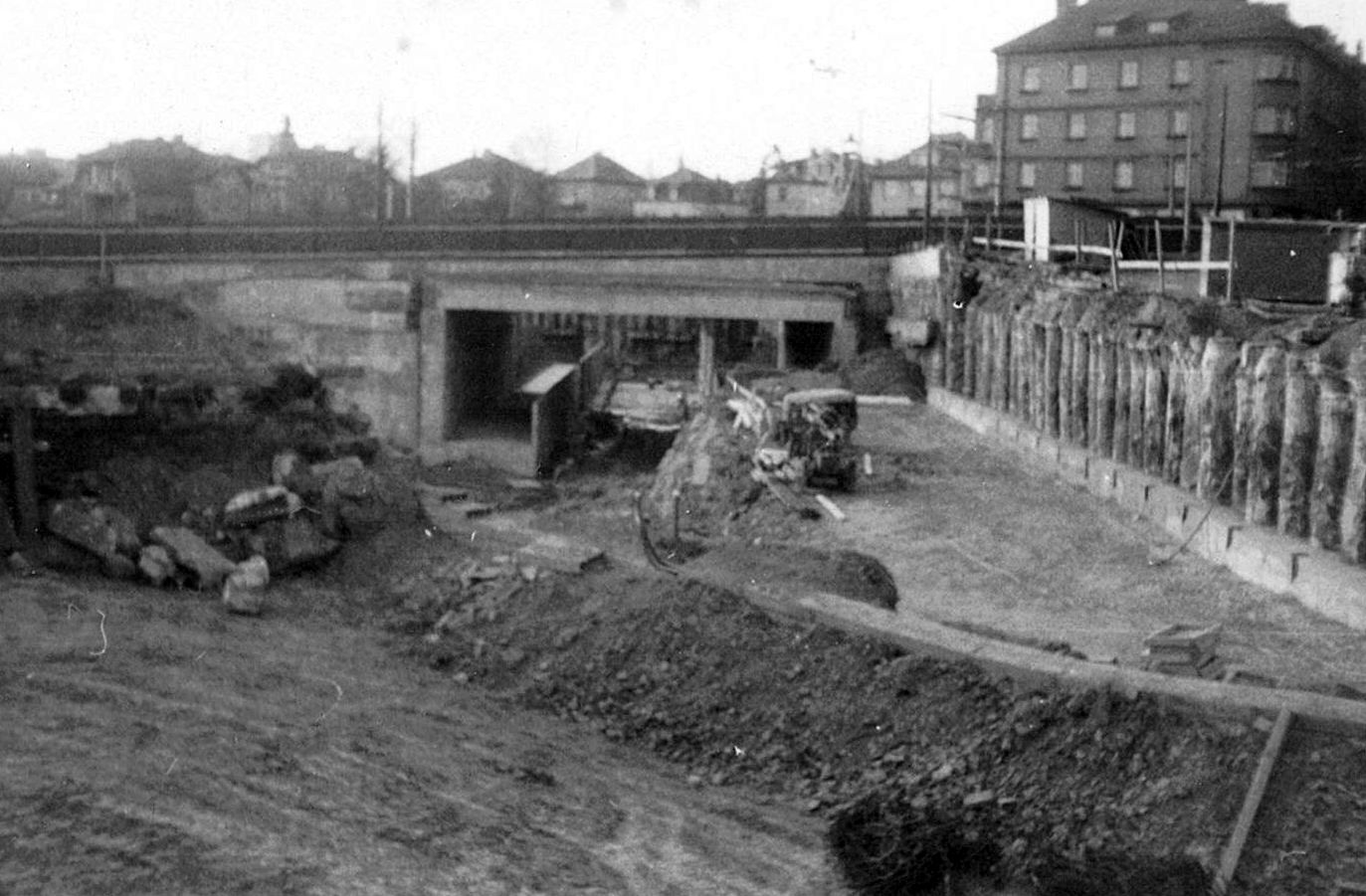
Výstavba stanice, snímek pořízen v roce 1982 či 1983

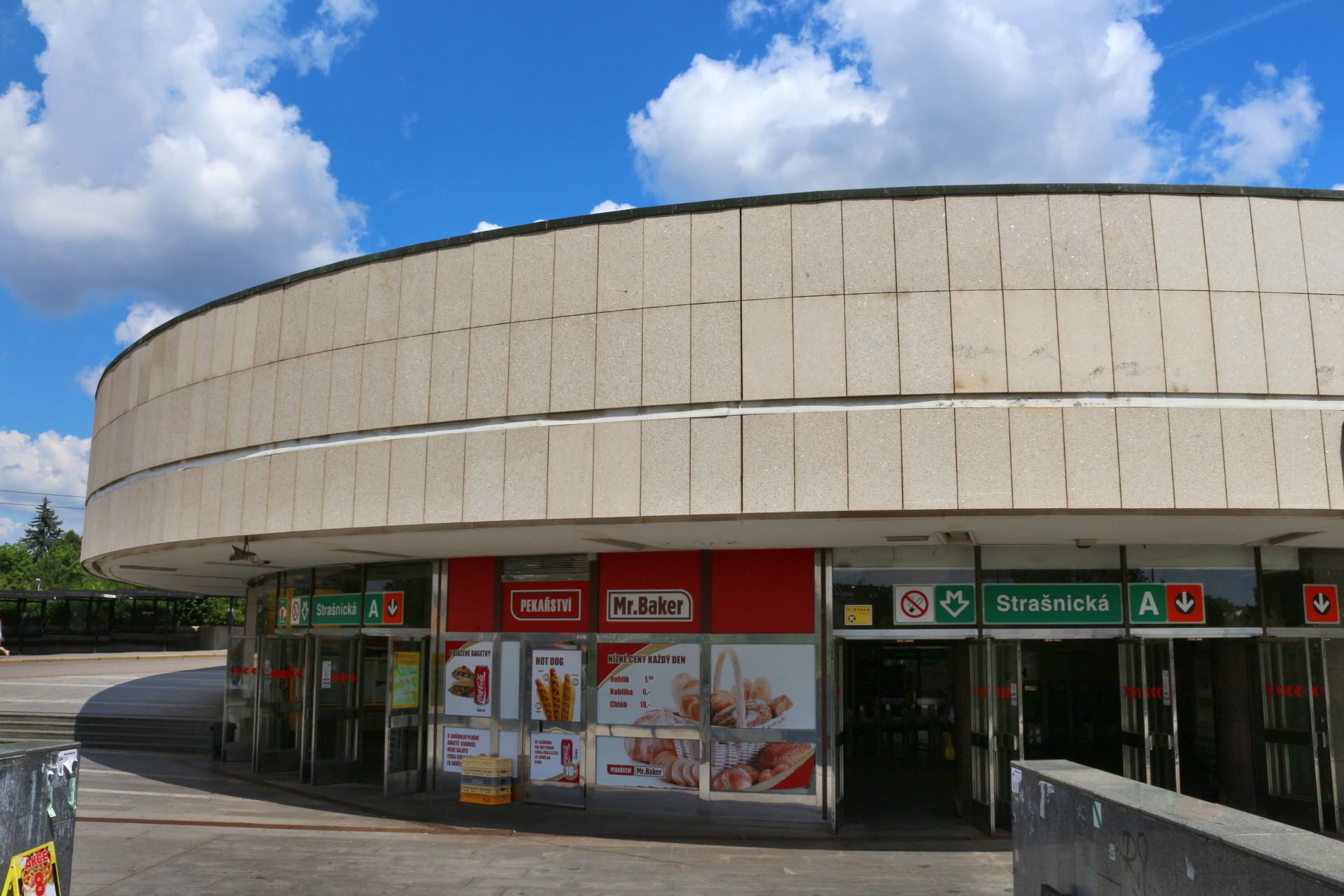
Vstupní nadzemní část vestibulu stanice metra

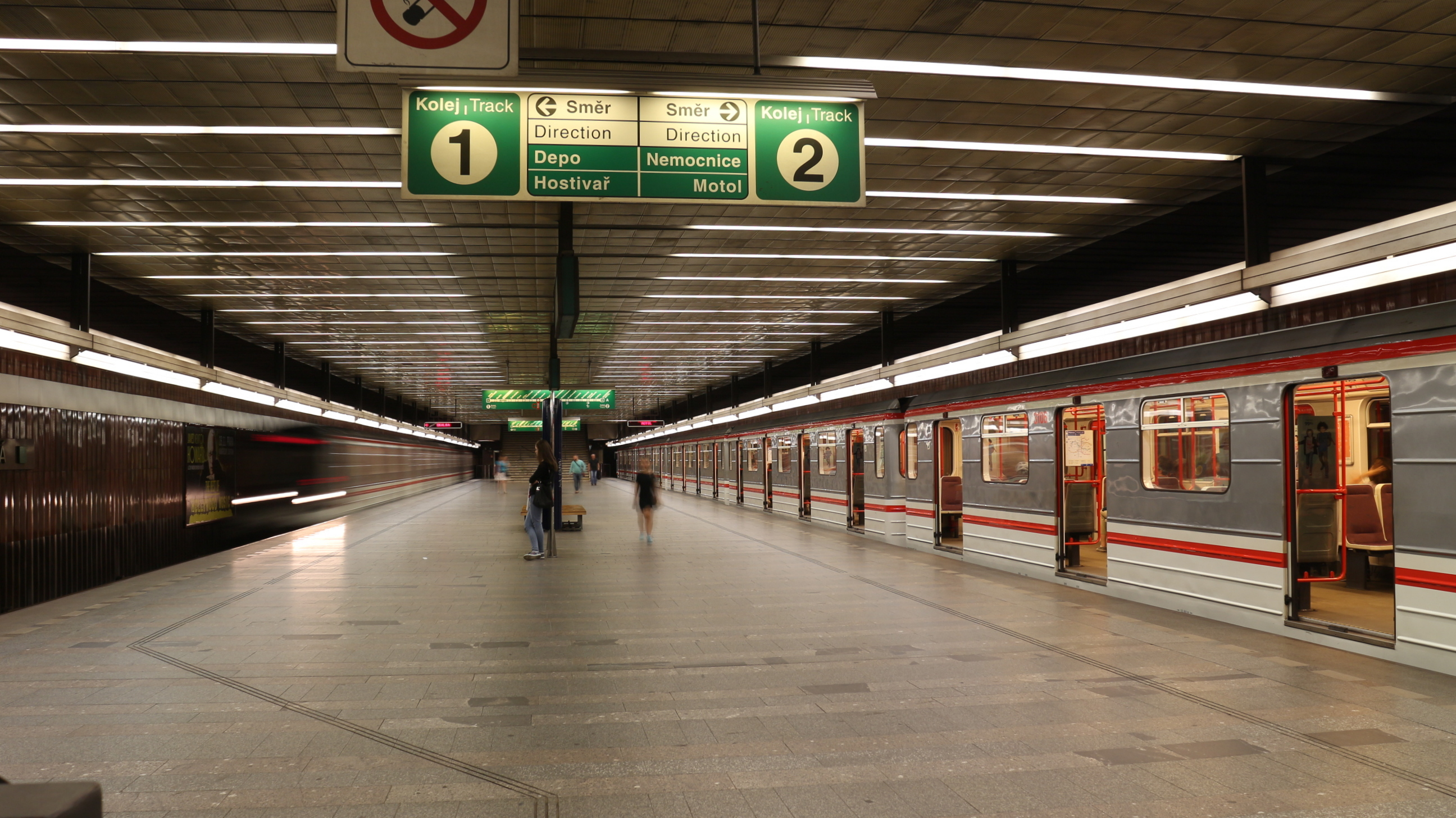
Interiér stanice Strašnická

Ražba tunelů směrem k této stanici započala již v září 1981, výstavba stanice započala roku 1982. Stanice byla stavěna na dně otevřené stavební jámy.
Podobným způsobem, prodloužením trasy o jednu stanici, byly později otevřeny i navazující stanice Skalka (v létě 1990) a Depo Hostivař (2006) .

## Popis
Stanice Strašnická se nachází pod ulicí Starostrašnická, 7,5 m pod povrchem. Je hloubená, založená v otevřené jámě, do 4. července 1990 koncová. Za stanicí je kolejové křížení vhodné pro dočasné ukončení trasy s dvěma obratovými kolejemi.
Stanice má nadzemní vestibul v budově o půdorysu kruhu s průměrem cca 35 metrů u křižovatky Starostrašnické ulice a ulice V Olšinách. Do vestibulu vede z jihovýchodního konce nástupiště pevné schodiště, v jehož části byla dodatečně vybudována a 16. února 2004 zprovozněna šikmá plošina pro handicapované cestující. Z vnější strany je v budově zabudována trafika, později byla vestavěna druhá trafika dovnitř vestibulu. V budově se dále nachází stanoviště předprodeje jízdenek (s přístupem zvenčí) a veřejné záchody (s přístupem z chodby u vestibulu). Kvůli výstavbě vestibulu byla přeložena tramvajová trať, Starostrašnická ulice původně vedla přímým směrem až do křižovatky s ulicí V olšinách, do níž tramvaj v ostrém úhlu zatáčela. V rámci výstavby metra byla ulice pro automobily zaslepena a pro tramvaje byl vybudována přeponová přeložka se zastávkami. Pod ulicí V olšinách byl ve směru bývalé ulice Starostrašnická vybudován podchod, po obou stranách ulice V olšinách byly vybudovány zastávkové zálivy s výstupními a nástupními zastávkami autobusů MHD. Návazná autobusová doprava jezdí zejména do oblasti ulice V korytech a sídliště Zahradního Města západ a starých Záběhlic a do Ruské ulice pod Vinohradskou nemocnici, na druhou stranu do oblasti Rybníčků. Autobusy do oblasti Zahradního Města původně končily jednosměrným objezdem (příjezd přes zastávku Štěchovická).
Původně se počítalo i s otevřením druhého vestibulu, který měl ústit k budoucímu sídlišti plánovanému po zbourání vilové zástavby v této části Strašnic.[zdroj⁠?!] Po roce 1990 byly tyto plány přehodnoceny a vestibul dokončen nebyl, avšak ze severozápadního konce nástupiště vede tímto směrem slepé pevné schodiště.
Autorem architektonické podoby byl Vlastimil Jakl. Stěny za kolejištěm jsou obloženy tmavohnědými glazovanými hurdiskami, nikoliv hliníkovými výlisky, typickými pro dosavadní stanice linky A.

## Větvení trati
V pražském metru bývá obvyklé, že za každou koncovou stanicí jsou boční dvě odstavné koleje prodlouženy do nového, následujícího úseku. U stanice Strašnická tomu tak není, na Skalku vedou za stanicí vnitřní dvě koleje, za stanicí se tedy nachází v každé koleji jedna kusá kolej, která svou délkou 80 metrů nevyhovuje pro žádnou manipulaci se soupravami, které jsou dlouhé 100 metrů. Tyto koleje měly pokračovat do plánované stanice Průběžná, která se nakonec nerealizovala a místo ní vznikla Skalka, ale na manipulační spojce do Depa Hostivař. S těmito dnes slepými kolejemi se později údajně počítalo pro dříve uvažované odbočení tratě A1 směrem na Zahradní Město, které však není obsaženo v územním plánu.